# Джемилев, Усеин Меметович
Усеин Меметович Джемилев (род. 15 мая 1946 года) — советский и российский химик-органик, доктор химических наук (1978), профессор, член-корреспондент РАН (1990), академик Академии наук Республики Башкортостан с 1991 года, заслуженный деятель науки БАССР.

## Биография
Родился 15 мая 1946 года в селе Османа Юсупова Ташкентской области Узбекской ССР.
В 1968 году с отличием закончил Казахский химико-технологический институт в городе Чимкент (1963—1968) по специальности «Химическая технология пластических масс». После окончания института работал старшим лаборантом, инженером лаборатории химии алкалоидов в Институте химических наук АН Казахской ССР (Республика Казахстан).
В 1969 году поступил в аспирантуру в Институте химии Башкирского филиала АН СССР в Уфе (научный руководитель — академик Г. А. Толстиков). В 1972 году досрочно защитился. Тема кандидатской диссертации «Окисление органических соединений гидроперекисями, катализируемое солями молибдена».
После аспирантуры с 1972 по 1977 год работал младшим, старшим научным сотрудником отдела нефтехимии в Институте химии Башкирского филиала АН СССР. В 1978 году защитил докторскую диссертацию на тему «Исследование в области синтеза непредельных соединений с участием комплексов переходных металлов».
С 1977 года работал заведующим лабораторией каталитического синтеза Института химии БФАН СССР (Институт органической химии Уфимского научного центра РАН). Одновременно работал заместителем директора Института органической химии Башкирского научного центра УрО РАН.
С 1992 по 2016 год — директор Института нефтехимии и катализа Академии наук Республики Башкортостан и УНЦ РАН. С 1993 года — заместитель председателя Президиума Уфимского научного центра РАН, с 2011 по 2016 год — председатель УНЦ РАН, с 2016 по н/вр. — научный руководитель Института нефтехимии и катализа РАН.
Член-корреспондент РАН (1990), академик АН РБ (1991).
Область научных интересов: металлокомплексный катализ, металлоорганическая химия, нефтехимия.
Приоритетные исследования Джемилева в области циркониевого катализа положили начало развитию новой области — химии малых, средних и гигантских металлациклов непереходных металлов.
В настоящее время Джемилев руководит работами в области наноразмерных углеводородных кластеров — фуллеренов, в области синтеза и химии гигантских углеводородных металлоорганических и гетероатомсодержащих макроциклов.
Джемилев У. М. входит в состав редколлегий академических журналов «Нефтехимия», «Катализ в промышленности» и «Органическая химия», является членом Научных Советов РАН по катализу и по нефтехимии.
Коллекционирует живопись, любит работать в саду на приусадебном участке, выращивает цветы и плодовые деревья.
Семья: Отец — Джемилев Мемет Аблякимович, мать — Джемилева Алиме Сейдаметовна. Жена — Джемилева Галина Аркадьевна, химик, кандидат химических наук. Сын — Асан (1968 г. р.), предприниматель, известный врач; дочь — Лиля (1977 г. р.) — генетик, доктор медицинских наук, профессор БГМУ.

## Ученики
Под руководством профессора Джемилева защищено 10 докторских и 70 кандидатских диссертаций.
В 2021 году Джемилев У. М. совместно со своими учениками д.х.н., проф. РАН Рамазановым И. Р. и д.х.н., проф. РАН Дьяконовым В. А. стал лауреатом престижной премии им. А. Н. Несмеянова, присуждаемой Российской академией наук один раз в 3 года за выдающиеся работы в области химии элементоорганических соединений.

## Работы
Джемилев является автором около 1500 научных работ, в том числе 3 монографий и более 600 патентов и авторских изобретений в нашей стране и за рубежом.
- Металлокомплексный катализ в органическом синтезе. Алициклические соединения / У. М. Джемилев, Н. Р. Поподько, Е. В. Козлова. — М.: Химия, 1999. 648 с.
- Металлокомплексный катализ в синтезе пиридиновых оснований / Ф. А. Селимов, У. М. Джемилев, О. А. Пташко. — М.: Химия, 2003. 303 с.
- Алюминийорганические соединения в органическом синтезе. /Г. А. Толстиков, У. М. Джемилев, А. Г. Толстиков. — Новосибирск: Акад. изд. «Гео», 2009. 645 с.
- Башкортостан-2015: стратегия развития. Концепция долгосрочного социально-экономического развития Республики Башкортостан / Башк. акад. гос. службы и упр. при Президенте Респ. Башкортостан /…Джемилев У. М. и др. Под ред. А. Х. Махмутова. — Уфа, 2004. 440 с.
- Экономическая энциклопедия регионов России. Республика Башкортостан / Институт социально-экономических исследований Уфимского научного центра /…У. М. Джемилев и др. Под ред. В. И. Шахмалова; том под ред. Р. В. Фаттахова и др. — М.: ЗАО «Экономика», 2004. 639 с.
- G.A.Tolstikov, U.M.Dzhemilev. Linear and cyclic oligomerization of conjugated dienes catalyzed by transition metal complexes. In: Soviet scientific reviews. Section B. CHEMISTRY REVIEWS. Organic Chemistry. Ed. N.K. Kochetkov and M.E. Vol’pin. GmbH Harwood, Chur-London-Paris-New York, 1985, V. 7, P. 237—295.
- U.M. Dzhemilev and A.G.Ibragimov. Hydrometallation of Unsaturated Compounds. In: Modern Reduction Methods (Ed. by P. Andersson and I. Munslow), Wiley-VCH Verlag GmbH & Co. KGaA, Wienheim, 2008. P. 437—479.
- B.B.Snider, I.R.Ramazanov, U.M.Dzhemilev. Ethylaluminum Dichloride. In: e-EROS Encyclopedia of Reagents for Organic Synthesis. John Wiley & Sons, 2008.
- U.M.Dzhemilev. Catalytic replacement of transition metal atoms in the metallacarbocycles by the atoms of nontransition metals (review). Mendeleev Commun., 2008, V. 18, No.1, P. 1-5.

## Награды и звания
Государственная премия СССР за цикл работ по разработке и внедрению технологий получения новых веществ и продуктов с рекордными характеристиками для ракетно-космической техники (1990)
Орден Дружбы (5 февраля 2024 года) — за большой вклад в развитие отечественной науки, многолетнюю плодотворную деятельность и в связи с 300-летием со дня основания Российской академии наук
Медаль ордена «За заслуги перед Отечеством» II степени (Указ № 1107 Президента РФ от 23.08.1999)
Заслуженный деятель науки Республики Башкортостан (2001)
Государственная премия РФ в области науки и техники за создание и развитие оригинальных направлений исследований, открытие новых реакций, разработку эффективных металлокомплексных катализаторов с ранее недоступной активностью и селективностью действия, а также нового класса металлоорганических реагентов (2004)
Золотая Грамота Мецената Международного благотворительного фонда «Меценаты столетия» (2005)
Премии им. А. М. Бутлерова за выдающиеся заслуги в области органической химии (2009)
Лауреат премии им. А. Н. Несмеянова (2021), присуждаемой Российской академией наук за выдающиеся работы в области химии элементоорганических соединений.